# Serhij Nahornyj
Serhij Viktorovyč Nahornyj (in ucraino Сергій Вікторович Нагорний?, in russo Сергей Викторович Нагорный?, Sergej Viktorovič Nagornij; 8 dicembre 1956) è un ex canoista sovietico, dal 1991 ucraino.

## Palmarès

### Olimpiadi
- 2 medaglie:
  - 1 oro (Montréal 1976 nel K2 1000 m)
  - 1 argento (Montréal 1976 nel K2 500 m)

### Mondiali
- 2 medaglie:
  - 2 bronzi (Sofia 1977 nel K2 1000 m; Duisburg 1979 nel K4 1000 m)